# Yasushi.K
Yasushi.K（ヤスシ・ケイ、男性、1977年8月25日 - ）は、日本のテクノポップ音楽家・音楽プロデューサー。兵庫県姫路市出身。A型。
現在、PLumsonic!、ポジモ、デフラグといった音楽ユニットで活動している。アイドル等への楽曲提供、リミックス、プロデュース、雑誌・書籍などの著作家、ゲーム、CM、TV番組の音楽製作のほか、コルグのデモンストレーター、映像製作など。事務所に所属せず、フリーランスで活動。

## 略歴
兵庫県姫路市で4人兄弟の次男として生まれる。3歳くらいの時、たまたま家にやってきたアナログシンセサイザーのローランドSH-09に触れたことからシンセ人生が始まる。
高校時代、ヤマハのコンテストで入賞したのをきっかけに、高校在学中よりデモンストレーターの仕事を始める。その後、松前公高と出会い「東京に出てこないか」と声をかけられ上京。松前に付き添い、様々なアーティストのサポートスタッフとして活動。
1990年代後半、デジタルロック系バンド「G-FREQ」結成。その他、アイドルプロデュース、全国の楽器店・音楽専門学校・コンピュータショップ等で配布されているフリーペーパー「デジレコ」(MUSIC NETWORK)での連載も手がける。
2002年、デジレコ誌企画によるコルグのシンセサイザー「microKORG」セミナーをきっかけに、当時のコルグ担当者に見出され、コルグのデモンストレーターに抜擢される。
2004年、テクノポップユニット「PLumsonic!」結成。
2004年、ARTiSM主催、PLumsonic!がコンセプトプロデュースするテクノポップイベント「電脳マニアックス」が始まる。2006年まで加藤賢崇がMCを務める。松前公高、福間創も出演するなど、テクノポップのコンセプトに徹底的にこだわっている。「電脳マニアックス」の電マニ実験室より誕生したユニット「デフラグ」結成。2008年、テクノポップユニット「ポジモ」結成。
2018年、2004年からARTiSM主催で開催されてきた「電脳マニアックス」が100回で終了となり、同コンセプトをさらにマシン・ライブ等へも拡張した「超電子COMPLEX」を個人主催し現在も定期開催している。尚「電脳マニアックス」は以降、年1ペースでスペシャル版のみが開催。
2020年、コロナ禍によるイベント中止を受けてYouTubeでの生配信番組「シンセカイリモオト」開始。
その他、シンセサイザー、特にハードウェアシンセを活用し1980年代前半の流れを組むテクノポップの楽曲提供を続けている。テクノポップはミュージシャン、ファン、関連産業などの支持基盤が弱く現在も不安定な面を持っているが、そのような現状において定期的にライブを行いインディーズ・テクノポップシーンのフラグシップ的存在として活躍している。

## 人物・エピソード
両親の影響により、小さい頃よりライブハウスや音楽に親しむ。1980年代テクノポップ、テクノ歌謡、フュージョン、歌謡曲、ニュー・ウェイヴなどを特に好む。シンセサイザーや音楽の知識、鍵盤の奏法ともに独学で習得。1980年代の影響を強く受けており、ナイトライダー、宇宙刑事シリーズのギャバン、シャリバン、シャイダー好き。
食事はすべて外食。好き嫌いはない。タイ料理など辛いものを好む。
楽器のカスタマイズ、ライブで使われる電子小物類などの作製等、手先の器用さは評判高い。
音楽にとどまらず、あらゆるジャンルの知識の幅が広いことから「博士」と呼ぶ人もいる。
伊集院光が好きで彼の出演するラジオ番組を毎週欠かさず聞いている。落語好き。

## 参加ユニット
- pLumsonic!
  - 2004年結成。ボーカル結羽との2人組テクノポップユニット。「近未来のみんなのうた」をテーマにした未来型テクノポップ。ボーカルの結羽は2039年のYK(Dr.YK)より送られてきたアンドロイドという設定になっている。
- デフラグ
  - 電脳マニアックスのオープニング「電マニ実験室」から誕生したテクノユニット。
  - Yasushi.Kとコスモ(コスモワークス)を中心に毎回様々なジャンルのサポートメンバーを迎え、ライブハウスから小さなDJブースでのライブまで幅広く対応できるように様々なフォーメーションをもつ実験的ユニット。
- ポジモ
  - 2008年結成。地球人に親しみやすい「パンダ型高性能パワースーツ」を身に着けたポラリオン星人ぽらこ(ぽらぽら。)とパンダの飼い主Yasushi.Kによるテクノポップユニット。

## ディスコグラフィー
- 2005年3月　TECHNO4POP! テクノポップコンピCD Super Sweep
- 2006年9月　オムニバスCD「萌えテクノぽっぷぅ。」T4P RECORDS
- 2018年5月 Yasushi.K「ARCTURUS」STUDIO FREQUENCY
- プラムソニック
  - 2006年11月　「パビリオン」SWEEP RECORD
  - 2009年5月　「Geometrical/Love」STUDIO FREQUENCY
  - 2010年11月　「Atomic-Girl」STUDIO FREQUENCY
  - 2011年11月　「U・RA・HA・RAルージュ」STUDIO FREQUENCY
  - 2013年5月　「colorful capacitor」STUDIO FREQUENCY
  - 2015年12月　「OutWorks」STUDIO FREQUENCY
  - 2017年5月　「ピカピコロジカル」STUDIO FREQUENCY
  - 2019年4月　「DemoTracks」STUDIO FREQUENCY

## 楽曲提供・リミックス
- 2000年
  - プレイステーション・レースゲームソフト「Option チューニングカーバトル スペックR」サウンドトラック
  - サンプリングCD「FUELシリーズ」・「FUEL ARCHIVE」デモ2曲収録
- 2001年3月 「キーボード・マガジン」2001年3月号 音楽制作ソフトウェアReason特集ページにて記事・楽曲掲載
- 2002年 Xbox対応ゲームソフト「PHANTOM CRASH dElta+Mode[SIGNAL]」
- 2008年
  - 3月26日「らき☆すた」キャラクターソング Vol.013「日下部みさお」3曲目:micro Krafty datteValator/AD++
  - 7月2日「狂乱家族日記」EDテーマ「あっぱれ変化じゃ。」2曲目：SwitchOnPolyMemoryMicroLittlePhattyRemix
  - 8月15日 ＠Lantis Non Stop Dance Remix feat.8bit Project DXSYVLVPEXMOTI ES Mix
  - 8月29日 「ぴこぴこ ～恋する気持ちの眠る場所～」 主題歌「ビバビパーティー」編曲
  - 10月22日「らき☆すた」らき☆すた ミュージックフェア 2曲目：有頂天in da House ～Say That Hip Hop Shit!～
- 2009年
  - 8月26日 「涼宮ハルヒの憂鬱」涼宮ハルヒの憂鬱 -Super Remix- Full-Mix 4曲目：見つけてHappy Life -Sweet extreme&blue valve mix-
  - 10月07日「ZONE-00」イメージアルバム『ZONE-00』響 8曲目：GEOMETRICAL LOVE　-覚醒mix-

## 著書
- 2001年8月31日出版「最先端を行く音楽制作ツールReasonのすべて」
  - キーボード・マガジン【監修】
  - 松前公高、Yasushi.K、高山博、藤本健【著】
  - リットーミュージック

## 映像
- コルグ
  - 2007年 KAOSSILATOR プロモーション映像
  - 2008年 Analog Modeling Orchestra ムービー&デモ・ソング
  - 2008年10月  シンセサイザー「M50」 IMAGE DVD&デモ・ソング
  - 2010年
    - 1月 WE LOVE KORG WAVEDRUM!!!
    - 3月 KAOSSILATOR PRO Makes You Groove!&デモ・ソング
    - 6月 PS60 Official Introduction Movie&デモ・ソング
    - 7月 microSTATION Official Introduction Movie&デモ・ソング

  - 2011年
    - 1月  KAOSS PAD QUAD Official Introduction Movie
    - 7月 microPIANO「仲間のあいだに」・「家族のあいだに」編

  - 2013年
  - 1月
    - WAVEDRUM Global Edition（WD-X-GLB）紹介映像
    - MS-20 is reborn. - KORG MS-20 mini -&デモ・ソング
    - MS-20 mini イントロダクション・ムービー&デモ・ソング
    - 12月 Synth Kit Introduction - littleBits x KORG&デモ・ソング

  - 2014年1月 MS-20 Kit 〜 Build a real MS-20 with your own hands.&デモ・ソング
  - 2021年4月 Arturia MicroFreak - ファームウェア V3 アップデート demo Yasushi.K

- アルファノートTV
  - 2013年
    - 1月  ROLLY式ギターライブパフォーマンス!観客を魅了できるギタリストの作り方(MVパート)
    - 7月 アナログシンセで遊ぶ!プリセットに頼らずゼロから自在に音を作る方法(出演)

  - 2014年1月 【教則DVD】小野かほりパーカッションパフォーマンス 観客を魅了できる打楽器奏者の作り方(MVパート)
  - 2015年8月 ROLLY式ぶっとびギタープレイパフォーマンス! 観客を魅了できるギタリストの作り方 2(MVパート)
- デジマート・マガジン
  - 2020年10月 Arturia KeyStep Pro ステップシーケンサー demo by Yasushi.K(出演)

## コルグ製品プリセット/デモ・ソング
- 2010年
  - Kaossilator PRO 内蔵プリセット・サウンド
  - iElectribe 内蔵プリセット・パターン
- 2011年  iKaossilator 内蔵プリセット・サウンド、内蔵波形、パターン
- 2013年 Kaossilator PRO+ 内蔵プリセット・サウンド
- 2014年 RK-100 S 内蔵デモ・ソング&プリセット・サウンド
- 2021年 RK-100 S2 内蔵デモ・ソング&プリセット・サウンド

## 関連人物
松前公高、福間創、加藤賢崇、福田裕彦、山口優、佐野電磁、堀下さゆり、茂木淳一、装置メガネ、細江慎治